# Sphingicampa malinalcoensis
Sphingicampa malinalcoensis är en fjärilsart som beskrevs av Lemaire 1974. Sphingicampa malinalcoensis ingår i släktet Sphingicampa och familjen påfågelsspinnare. Inga underarter finns listade i Catalogue of Life.